# 망트가시쿠르 도하
조지 패튼 장군의 제3군의 망트가시쿠르 도하는 오버로드 작전 이후 센강을 가로질렀던 연합군의 최초의 도하 작전이었다.

## 배경
1944년 6월 성공적인 연합군의 노르망디 상륙 이후, 미국 제3군은 프랑스에서 코브라 작전이라는 암호명으로 노르망디 돌파를 돕기 위해 편성되었다. 센강으로 진격은 8월 3일에 시작되었는데, 이때 브래들리 장군은 조지 S. 패튼 중장에게 마옌강의 남북 선을 확보하고 마옌강 서쪽 지역을 루아르강까지 남쪽으로 정리하며 최소한의 병력으로 제12집단군의 남쪽 측면을 보호하라고 지시했다. 제8군단은 렌을 향해 남서쪽으로 진격하고 있었고, 제15군단은 마옌을 향해 남동쪽으로 이동할 예정이었으므로, 패튼은 제20군단을 낭트와 앙제를 향해 남쪽으로 향하게 했다. 수정된 오버로드 계획에 따라 주요 미군의 노력이 동쪽으로 향하고 제15군단이 라발과 르망을 향해 진격하면서, 패튼은 제20군단에게 제15군단의 남쪽 측면을 보호하기 위한 병렬 진격으로 마옌강을 건너라고 명령했다.

### 트랙터블 작전
제3군의 제15군단은 마옌에서 남쪽으로 르망까지, 그리고 1944년 8월 12일 아르장탕까지 북쪽으로 진격했으며, 그곳에서 팔레즈 포위전이 독일 제7군에 대항하여 전개되고 있었다. 다음 날, 미 제15군단의 미 제5기갑사단은 35 mi (56 km)을 진격하여 아르장탕을 내려다보는 위치에 도달했다. 8월 13일, 브래들리는 미 제5기갑사단이 팔레즈를 향해 더 북쪽으로 진격하라는 패튼의 명령을 기각했다. 브래들리는 미 제15군단에게 "다른 방향으로의 작전을 위해 집중하라"고 명령했다. 아르장탕 근처의 미군 부대는 철수 명령을 받았고, 이로 인해 미 제15군단의 협공은 끝났다. 패튼은 반대했지만 순응했고, 이로 인해 팔레즈 포위전의 독일군에게 탈출로가 남게 되었다.

### 센강 진격

제15군단이 8월 15일 아르장탕에 병력의 일부를 남기고 센강으로의 더 넓은 포위 작전을 시작하는 동안, 제3군의 더 남쪽에 있는 다른 부대들도 센강으로 진격하여 루아르강 북쪽의 광대한 지역을 정리했다. 센강으로의 진격은 일주일 전에 나온 예언, 즉 "노르망디 전투는 빠르게 서프랑스 전투로 발전하고 있다"는 예언을 실현했다.

## 도하
패튼 부대 일부를 센강 서안으로 보내기로 결정한 연합군 지휘관들은 미래 작전의 발판으로 강 동안에 교두보를 확보할 기회를 보았다. 따라서 제15군단은 이중 임무를 맡게 되었다. 제5기갑사단은 서안을 따라 공격하고, 제79보병사단은 동안에 교두보를 구축하는 것이었다. 8월 20일 발표된 명령에서 버나드 몽고메리는 "이것은 긴장을 풀거나, 앉아서 자축할 때가 아니다. . . . 이 일을 기록적인 시간 내에 끝내자"고 경고했다. 그때까지 미군은 이미 센강을 건너고 있었다.
이라 T. 위치 장군은 8월 19일 21시 35분에 해이슬립 장군으로부터 전화를 받아 그날 밤 센강을 건너라는 명령을 받았다. 제79사단은 즉시 동안에 보병을 투입하고, 차량, 전차, 중장비를 위한 다리를 건설하며, 중포 사격으로부터 망트의 도하 지점을 보호하기 위해 충분한 깊이(4~6마일)의 지역을 확보해야 했다.

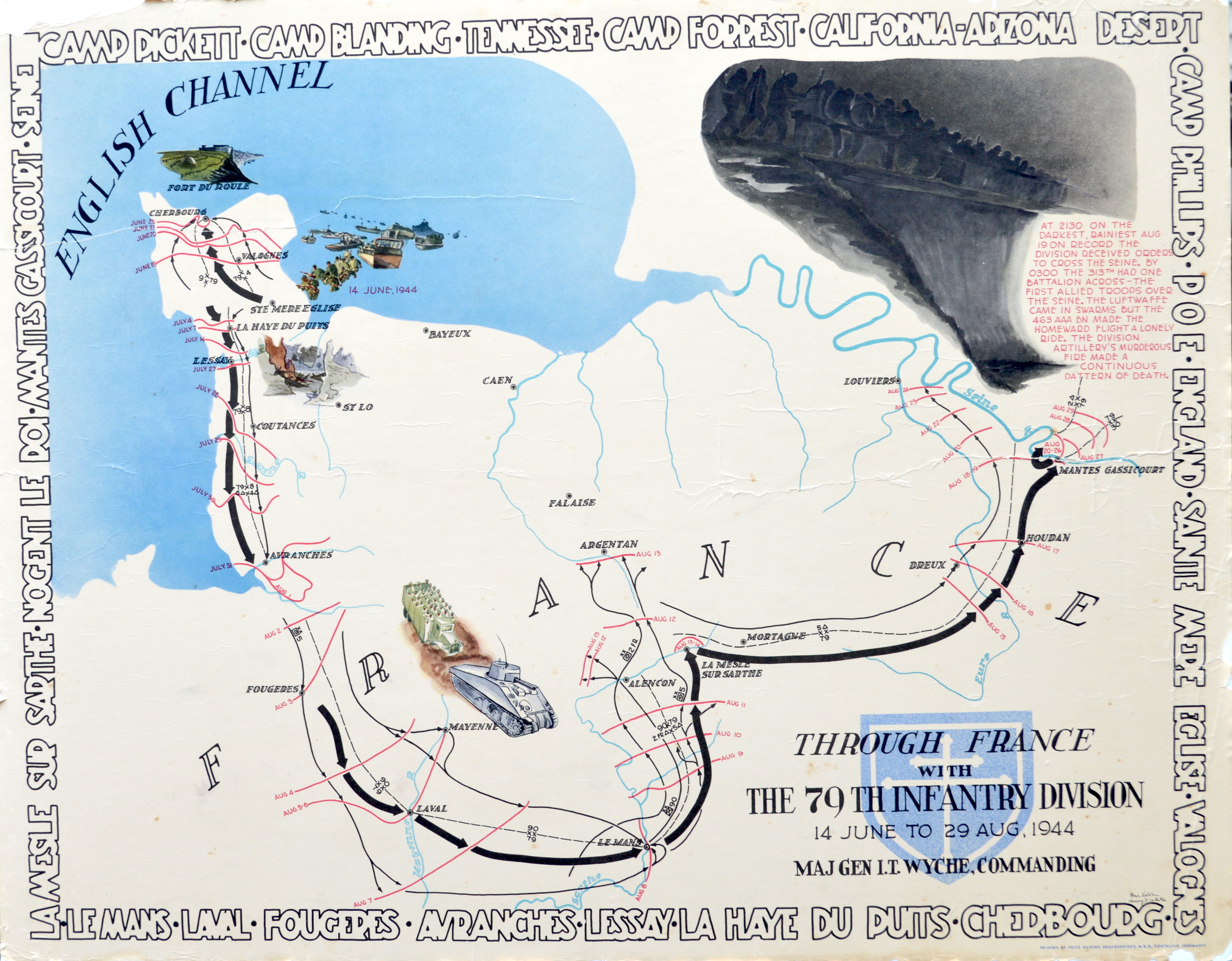
"프랑스를 지나; 1944년 6월 14일 - 8월 29일" 제79보병사단의 전투 이동을 담은 포스터 4개 중 1개.

"적 전선을 정의하기에는 너무 유동적인" 상황에서 위치 장군은 저항이 거의 없을 것으로 예상했다. 그의 제79사단은 그날 달아나는 독일군 소규모 부대만 상대했으며, 차량 19대와 판터 전차 1대를 노획했고, 센강 건너편에서 간헐적인 기관총 사격만 받았다. 강 자체는 주요 문제였는데, 망트 근처에서는 폭이 500피트에서 800피트까지 다양했다. 다행히도 근처의 댐이 강을 건너는 좁은 보행로를 제공했고, 공병 강습 보트와 뗏목은 병력과 경장비를 수송할 수 있었다. 그가 건설해야 할 다리를 위해 위치는 제5기갑사단으로부터 700피트의 트레드웨이를 확보했다.
8월 19일 밤 폭우가 내리는 동안, 제313보병연대 병사들은 강물에 빠지지 않기 위해 앞 사람의 몸을 만지면서 댐을 한 줄로 걸어 건넜다. 8월 20일 새벽, 제314보병연대가 강을 건너는 동안, 사단 공병들은 트레드웨이를 설치하기 시작했다. 오후에 다리가 준비되자마자, 제315보병연대는 트럭을 타고 건넜다. 8월 20일 밤까지, 사단의 주력과 전차, 포병, 전차 구축대 등 부속 부대는 동안에 있었다. 다음 날, 제15군단 포병대대는 강을 건넜다.

## 여파
트레드웨이 다리를 보완하기 위해 공병들은 8월 23일에 개통된 베일리교를 건설했다. 동안에서 제79보병사단은 교두보를 확장하고 개선하며, 반격을 격퇴하고, 고속도로, 페리 항로, 바지선 통행로를 차단했을 뿐만 아니라, 라로슈기용에 있는 B 집단군 사령부를 점령하고 독일군 본부 병력을 동쪽 수아송으로 도망치게 함으로써 독일군에게 그들의 심각한 상황을 극적으로 보여주었다.